# Carrícola
Carrícola település Spanyolországban, Valencia tartományban.  Lakosainak száma 99 fő (2024).

## Népesség
A település népessége az utóbbi években az alábbiak szerint változott:
| Lakosok száma | 78   | 79   | 94   | 90   | 98   | 99   | 95   | 94   | 99   | 99   |
|               | 2001 | 2004 | 2007 | 2009 | 2012 | 2014 | 2017 | 2019 | 2022 | 2024 |